# Bennett Champ Clark

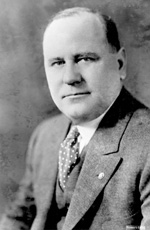
Joel Bennett Clark

Joel Bennett Clark, auch bekannt als Bennett Champ Clark (* 8. Januar 1890 in Bowling Green, Pike County, Missouri; † 13. Juli 1954 in Gloucester, Massachusetts) war ein US-amerikanischer Politiker der Demokratischen Partei.

## Leben
Bennett Clark war der Sohn von Champ Clark, der zu Beginn des 20. Jahrhunderts zur Führungsspitze der Demokratischen Partei zählte.
Nach seinem Abschluss an der University of Missouri in Columbia im Jahr 1912 studierte er erfolgreich Jura an der George Washington University Law School. Von 1913 bis 1917 war er als Parliamentarian of the House of Representatives in der Verwaltung des US-Repräsentantenhauses beschäftigt. Nach seiner Rückkehr aus dem Ersten Weltkrieg, in dem er es bis zum Rang eines Colonels gebracht hatte, begann er als Jurist zu praktizieren.

## Senator und Bundesrichter
1932 wurde er für Missouri in den US-Senat gewählt. Er trat die Nachfolge des zurückgetretenen Senators Harry B. Hawes an. 1938 wurde er von den Wählern bestätigt; die erneute Wiederwahl gelang ihm jedoch 1944 nicht. Für das meiste Aufsehen sorgte Clark, als er im Januar 1944 im Senat erklärte, der japanische Kaiser Hirohito solle als Kriegsverbrecher gehängt werden.
Von 1945 bis zu seinem Tod 1954 gehörte Clark als Richter dem Bundesberufungsgericht für den District of Columbia an. Er wurde auf dem Nationalfriedhof Arlington beigesetzt.